# فرودگاه اولاوا-استانوویس
فرودگاه اولاوا-استانوویس (به انگلیسی: Oława-Stanowice Airport) یک فرودگاه متروک است که یک باند فرود چمن دارد و طول باند آن ۲۵۰۰ متر است. این فرودگاه در کشور لهستان قرار دارد و در ارتفاع ۱۲۸ متری از سطح دریا واقع شده‌است.